# Llano Bonito (Panama)
Llano Bonito è un comune (corregimiento) della Repubblica di Panama situato nel distretto di Chitré, provincia di Herrera. Si estende su una superficie di 10,9 km² e conta una popolazione di 9.798 abitanti (censimento 2010).